# Davi Campolongo
Davi Campolongo (Praia Grande, 7 de junho de 2006) é um ator, pianista erudito, cantor, compositor e multi-instrumentista brasileiro. Ficou conhecido nacionalmente, interpretando o personagem Bento, nas telenovelas As Aventuras de Poliana e sua sucessora Poliana Moça.
Atualmente, como pianista, é o único aluno do Maestro João Carlos Martins, tendo se apresentado junto a Orquestra Bachiana Filarmônica Sesi SP e Sinfônica Municipal de SP em diversos teatros pelo Brasil, tais como: Theatro Municipal de SP, Sala São Paulo, Teatro Municipal de Santos, Teatro Bradesco, Teatro Santander, Teatro Porto Seguro, Teatro Ademir Rosa em Florianópolis, Teatro Municipal Adélia Lorenzetti em Lençóis Paulista, entre outros.
É irmão da também atriz, Mari Campolongo.

## Filmografia

### Televisão
| Ano       | Novelas                 | Papel    | Ref.  |
| --------- | ----------------------- | -------- | ----- |
| 2018      | Escola de Gênios        | Paulinho |       |
| 2018–2020 | As Aventuras de Poliana | Bento    | [ 2 ] |
| 2022      | Poliana Moça            | Bento    |       |

### Cinema
| Ano  | Título                              | Personagem                    | Ref   | Notas. |
| ---- | ----------------------------------- | ----------------------------- | ----- | ------ |
| 2018 | João, O Maestro                     | João Carlos Martins (Criança) | [ 1 ] |        |
| 2024 | Empirion: Uma Aventura com Einstein | Félix                         | [ 3 ] |        |

## Prêmios e Indicações
| Ano  | Prêmio                         | Categoria               | Trabalho        | Resultado | Ref.  |
| ---- | ------------------------------ | ----------------------- | --------------- | --------- | ----- |
| 2018 | 10º Festival de Cinema da Lapa | Melhor Ator Coadjuvante | João, O Maestro | Venceu    | [ 4 ] |

### Honrarias
- 2018 - Medalha de Honra ao Mérito da cidade de Praia Grande-SP, por ter "colaborado com o desenvolvimento e o engrandecimento da imagem e do nome do município"[5].